# Instituto de Investigación Biomédica
El Instituto de Investigación Biomédica (IRB Barcelona) (nombre oficial en catalán, Institut de Recerca Biomèdica, en inglés Institute for Research in Biomedicine) es un centro  dedicado a la investigación fundamental en biomedicina, con tres principales retos científicos:  ciencia del cáncer, envejecimiento y metabolismo, y mecanismos de la enfermedad.
Convergen en un triángulo único la biología molecular y celular, la biología estructural y computacional, y la química, con expertos en proteómica, genómica, bioestadística, espectrometría de masas y microscopia digital avanzada. El IRB Barcelona fue fundado en octubre de 2005 por la Generalidad de Cataluña, la Universidad de Barcelona y el Parque científico de Barcelona. El director del Instituto es Francesc Posas y Joan Massagué Solé es Asesor Científico. El Instituto cuenta con científicos de reconocimiento internacional como el destacado Manuel Serrano. El centro ha obtenido el sello distintivo de Centro de Excelencia Severo Ochoa, del Ministerio de Ciencia e Innovación (2011), actualmente Ministerio de Economía y Competitividad.

## Misión
Los objetivos del IRB Barcelona son promover la investigación multidisciplinar de excelencia, fomentar la colaboración entre las entidades locales y los institutos de investigación internacionales, proporcionar una formación de alto nivel en ciencias biomédicas al personal investigador, estudiantes y visitantes, promover la innovación y la transferencia de tecnología y activar un diálogo abierto  con el público a través de actividades educativas y de divulgación. La misión estratégica final es trasladar los resultados a la clínica.

## Ubicación
Todas las dependencias del IRB Barcelona, las administrativas y las científicas, están ubicadas en el Parque Científico de Barcelona. El entorno donde se encuentra el IRB Barcelona también acoge centros de investigación de diferentes empresas del sector farmacéutico y biotecnológico, así como servicios técnicos y plataformas tecnológicas de última generación.

## Organización
A partir del Patronato, la Junta de Gobierno y el Comité Científico Internacional (ver organización institucional), el IRB Barcelona se estructura en tres grandes áreas:
PROGRAMAS DE INVESTIGACIÓN
- Cáncer: El Programa de Cáncer centra sus esfuerzos en desvelar los procesos moleculares, celulares y fisiológicos que conducen al cáncer y su complicación más mortal, la metástasis. Los estudios detallados de los mecanismos responsables de la transformación maligna y de la relación entre las células madre y el cáncer mejorarán las posibilidades de hallar soluciones y, por lo tanto, marcarán una diferencia significativa en la vida de los pacientes.
- Envejecimiento y Metabolismo: El Programa de Envejecimiento y Metabolismo se centra en descifrar los mecanismos subyacentes del proceso de envejecimiento y los trastornos asociados en las vías metabólicas. La labor de investigación en estos campos busca desarrollar terapias de precisión para las enfermedades relacionadas con el envejecimiento, poniendo énfasis en las multimorbilidades, con el propósito de garantizar un envejecimiento saludable.
- Mecanismos de la Enfermedad: Las enfermedades humanas se caracterizan por alteraciones en las funciones celulares y moleculares. El Programa de Mecanismos de las Enfermedades está dedicado a comprender la función correcta de la célula y, por lo tanto, a identificar las bases subyacentes de las condiciones patológicas. El programa aplica un enfoque altamente interdisciplinario, que abarca genética, proteómica y modelos animales de enfermedades humanas, para aportar respuestas a preguntas fundamentales en ciencias de la vida.

PLATAFORMAS CIENTÍFICAS
- Bioestadística / Bioinformática. El objetivo de la unidad de Bioestadística / Bioinformática es impulsar la investigación colaborativa y ofrecer servicios de consultoría y recursos para la investigación cuantitativa a todos los grupos de investigación del IRB Barcelona.
- Espectrometría de Masas. La plataforma científica de espectrometría de masas está equipada con espectrómetros de resolución alta que incorporan técnicas MS.
- Expresión de Proteínas. La plataforma científica de expresión de proteínas pone al alcance de la comunidad científica un amplio abanico de servicios de alto rendimiento.
- Genómica Funcional. La plataforma científica de genómica funcional ofrece técnicas de última generación para desarrollar investigación genómica.
- Microscopia Digital Avançada. La Plataforma Científica de Microscopía Digital Avanzada ofrece una extensa gama de servicios de microscopía de luz a los grupos de investigación del IRB Barcelona y del PCB.
- Ratones Mutantes. La plataforma científica de ratones transgénicos genera modelos murinos de enfermedad y desarrollo para investigadores del IRB Barcelona y sus colaboradores.

Otros servicios científicos del IRB Barcelona
- Servicio de inyección de Drosophila

Los investigadores del Instituto de Investigación Biomédica también tienen acceso a servicios y plataformas del Parque Científico de Barcelona (PCB), donde están localizados los laboratorios del instituto, a la unidad de Servicios Científico-técnicos de la Universidad de Barcelona (UB) y a un conjunto de plataformas tecnológicas, también localizadas en el parque.
ADMINISTRACIÓN

### Patronato
El Patronato del IRB Barcelona, el máximo órgano de gobierno del Instituto, es responsable de supervisar las actividades de investigación, aprobar los fondos operativos y velar por el cumplimiento de los objetivos anuales de investigación. Está integrado por 11 miembros y está presidido por el consejero de Salud de la Generalidad de Cataluña.

### Junta de Gobierno
Las responsabilidades principales de la Junta de Gobierno del IRB Barcelona son supervisar el trabajo directivo del Instituto, velar por la ejecución y progreso de las funciones delegadas por el Patronato y promocionar las actividades de investigación. La Junta está presidida por el director general de Investigación de la Generalidad de Cataluña.

### Comité Científico Internacional
El trabajo científico del IRB Barcelona está regularmente evaluado por un Comité Científico Internacional que comprende 14 destacados científicos internacionales en biomedicina. La principal tarea del comité es orientar a la dirección del IRB Barcelona en el diseño de la estrategia científica y las actividades de investigación relacionadas.
En enero de 2012, los miembros que componen el Comité son: Dr. Dario Alessi, Universidad de Dundee, Dundee - Reino Unido; Dr. Michael Czech, Universidad de Massachusetts Boston, Boston - EE.UU; Dr. José Elguero, Consejo Superior de Investigaciones Científicas (CSIC), Madrid - España; Dr. Samuel H. Gellman, Universidad de Wisconsin-Madison, Madison, Wisconsin - EE.UU; Dr. David M. Glover, Universidad de Cambridge, Cambridge - Reino Unido; Dr. Andrew Hamilton, Universidad de Oxford, Oxford - Reino Unido; Dr. Robert Huber, Instituto Max Planck para la Bioquímica, Martinsried - Alemania; Dr. Tim Hunt, Imperial Cancer Research Fund (ICRF), London - Reino Unido; Dr. Luis F. Parada, Ph.D. UT Southwestern Medical Center, Dallas – EE.UU; Dr. Dinshaw J. Patel, Memorial Sloan-Kettering Cancer Center, New York - EE.UU; Dr. Gertrud Schupbach, Universidad de Princeton, Princeton - EE.UU; Dr. Charles J. Sherr, Howard Hughes Medical Institute, Tennessee - EE.UU; Dr. Giulio Superti-Furga, Center for Molecular Medicine of the Austrian Academy of Sciences (CeMM), Vienna - Austria; * Dr. Karen Vousden, The Beatson Institute for Cancer Research, Glasgow- Reino Unido.

## Relaciones institucionales